# Gran Premio Città di Modena-Memorial Viviana Manservisi
Il Gran Premio Città di Modena-Viviana Manservisi è una corsa in linea maschile di ciclismo su strada, che si disputa in provincia di Rimini, in Italia, ogni anno nel mese di settembre. Dal 2005 fa parte del circuito UCI Europe Tour classe 1.1.
La corsa fu disputata per la prima volta nel 1996 come Gran Premio Città di Misano Adriatico, salvo poi tornare ad essere organizzata nel 2004 come Giro Colline del Chianti Val d'Elsa. Nel 2005 tornò a chiamarsi Gran Premio Città di Misano-Adriatico. Nel 2007 diventò Memorial Viviana Manservisi–dalla Pianura alle Valli e Lidi di Comacchio, nel 2009 non fu organizzato e nel 2010 fu denominato Gran Premio Città di Modena–Memorial Viviana Manservisi.

## Albo d'oro
Aggiornato all'edizione 2011.
| Anno                                                                     | Vincitore                             | Secondo                               | Terzo                                 |
| Gran Premio Città di Misano Adriatico                                    | Gran Premio Città di Misano Adriatico | Gran Premio Città di Misano Adriatico | Gran Premio Città di Misano Adriatico |
| ------------------------------------------------------------------------ | ------------------------------------- | ------------------------------------- | ------------------------------------- |
| 1996                                                                     | Nicola Minali                         | Fabrizio Guidi                        | Claudio Chiappucci                    |
| Giro Colline del Chianti Val d'Elsa                                      |                                       |                                       |                                       |
| 2004                                                                     | Krzysztof Szczawiński                 | Bo Hamburger                          | Dario Frigo                           |
| Gran Premio Città di Misano Adriatico                                    |                                       |                                       |                                       |
| 2005                                                                     | Guillermo Rubén Bongiorno             | Paride Grillo                         | Brett Lancaster                       |
| 2006                                                                     | Daniele Bennati                       | Enrico Degano                         | Paride Grillo                         |
| Memorial Viviana Manservisi–dalla Pianura alle Valli e Lidi di Comacchio |                                       |                                       |                                       |
| 2007                                                                     | Danilo Napolitano                     | Paride Grillo                         | Giuseppe Palumbo                      |
| 2008                                                                     | Alessandro Petacchi                   | Mauro Richeze                         | Enrico Rossi                          |
| 2009                                                                     | annullata                             | annullata                             | annullata                             |
| Gran Premio Città di Modena–Memorial Viviana Manservisi                  |                                       |                                       |                                       |
| 2010                                                                     | Francesco Chicchi                     | Manuel Belletti                       | Elia Viviani                          |